# USS Tiru (SS-416)
Za druga plovila z istim imenom glejte USS Tiru.
USS Tiru (SS-416) je bila jurišna podmornica razreda balao v sestavi Vojne mornarice Združenih držav Amerike.
USS Tiru (SS-416) je bila edina dokončana podmornica svojega razreda, ki ni sodelovala v drugi svetovni vojni, zato pa je sodelovala v korejski in vietnamski vojni.